# مذكرة بودابست للضمانات الأمنية
مذكرة بودابست للضمانات الأمنية هي معاهدة دولية وُقعت في 5 ديسمبر 1994 في بودابست بين أوكرانيا وروسيا والولايات المتحدة والمملكة المتحدة وتتعلق المعاهدة بنزع السلاح النووي الأوكراني والضمانات الأمنية لاستقلال أوكرانيا. وفقًا للمعاهدة، تتنازل أوكرانيا عن ترسانتها النووية لروسيا، وتتعهد روسيا والولايات المتحدة والمملكة المتحدة بالآتي:
1. احترام استقلال أوكرانيا وسيادتها على أراضيها.
2. حماية أوكرانيا من العدوان الخارجي وعدم توجيه عدوان عليها.
3. عدم وضع ضغوط اقتصادية على أوكرانيا للتأثير في سياساتها.
4. عدم استخدام أسلحة نووية ضد أوكرانيا.

بعد الإطاحة بنظام الرئيس فيكتور يانوكوفيتش، نشبت توترات بين أوكرانيا وروسيا، بالتحديد، كان التوتر متعلقًا بالوضع في شبه جزيرة القرم؛ طالب البرلمان الأوكراني الدول الموقعة على المعاهدة بضمان وحدة وأمن أوكرانيا.